# Baseball aux Jeux olympiques d'été de 2000
Navigation
Édition précédente Édition suivante
Le tournoi de baseball des Jeux olympiques d'été de 2000 s'est disputé du 17 au 27 septembre 2000 à Sydney. Les rencontres ont eu lieu au Stade principal de baseball (Main Arena Baseball Stadium) de Sydney et au Centre olympique de Blacktown (Blacktown Olympic Centre).

## Équipes participantes
| Pays           | Critère de qualification                                                           | Participations aux JO |
| -------------- | ---------------------------------------------------------------------------------- | --------------------- |
| Afrique du Sud | Champion d'Afrique 1999 Vainqueur d'un barrage contre le champion d'Océanie (Guam) | 1re                   |
| Australie      | Pays organisateur                                                                  | 2e                    |
| Corée du Sud   | 1er au tournoi de qualification olympique asiatique 1999                           | 2e                    |
| Cuba           | 1er aux Jeux Panaméricains 1999                                                    | 3e                    |
| États-Unis     | 2e aux Jeux Panaméricains 1999                                                     | 3e                    |
| Italie         | Vice-champion d'Europe 1999                                                        | 3e                    |
| Japon          | 2e au tournoi de qualification olympique asiatique 1999                            | 3e                    |
| Pays-Bas       | Champion d'Europe 1999                                                             | 2e                    |

## Format du tournoi
Les huit équipes participantes jouent chacune contre les sept autres lors du tour préliminaire. Les quatre meilleures équipes se qualifient pour les demi-finales (1er contre 4e et 2e contre 3e).
Les vainqueurs des demi-finales jouent pour les médailles d'or et d'argent en finale, alors que les perdants se disputent la médaille de bronze.
Pour la première fois, le tournoi est ouvert aux joueurs professionnels comme aux joueurs amateurs. Les équipes sont limitées à 24 joueurs.
L'utilisation de battes en aluminium est autorisée. Si une équipe a plus de dix points d'avance pendant ou après la 7e manche, la rencontre est terminée (mercy rule).

## Médaillés
| Médaille           | Pays         | Joueurs |
| ------------------ | ------------ | --- |
| Médaille d'or      | États-Unis   | Brent Abernathy, Kurt Ainsworth, Pat Borders, Sean Burroughs, John Cotton, Travis Dawkins, Adam Everett, Ryan Franklin, Chris George, Shane Heams, Marcus Jensen, Mike Kinkade, Rick Krivda, Doug Mientkiewicz, Mike Neill, Roy Oswalt, Jon Rauch, Anthony Sanders, Bobby Seay, Ben Sheets, Brad Wilkerson, Todd Williams, Ernie Young, Tim YoungManager : Tommy LasordaAssistants : Phil Regan, Eddie Rodriguez, Reggie Smith (en)                 |
| Médaille d'argent  | Cuba         | Omar Ajete, Yovany Aragon, Miguel Caldes, Danel Castro, José Ariel Contreras, Yobal Duenas, Yasser Gomez, José Ibar, Orestes Kindelan, Pedro Luis Lazo, Omar Linares, Oscar Macias, Juan Manrique, Javier Manedez, Rolando Merino, German Mesa, Antonio Pacheco, Ariel Pestano, Gabriel Pierre, Maels Rodriguez, Antonio Scull, Luis Ulacia, Lazaro Valle, Norge Luis VeraManager : Servio BorgesAssistants : Luis Enrique, Juan Gomez, Pedro Perez |
| Médaille de bronze | Corée du Sud | Chong Tae-hyon, Chung Min-yae, Hong Sung-heon, Jang Sung-ho, Jin Pil-jung, Jung Soo-keun, Kim Dong-joo, Kim Han-soo, Kim Ki-tai, Kim Soo-kyung, Kim Tae-gyun, Koo Dae-sung, Lee Byung-kyu, Lee Seung-ho, Lee Seung-yeop, Lim Chang-yong, Lim Sun-dong, Park Jae-hong, Park Jin-man, Park Jong-ho, Park Kyung-oan, Park Seok-jin, Son Min-han, Song Jin-wooManager : Kim Euong-YongAssistants : Kang Byung-Cheol, Kim In-Sik, Joo Seong-Ro           |

## Classement final
1.  États-Unis
2.  Cuba
3.  Corée du Sud
4.  Japon
5.  Pays-Bas
6.  Australie
7.  Italie
8.  Afrique du Sud

## Résultats

### Tour préliminaire
Les rencontres de 11h30 et 18h30 se déroulent à Blacktown, celles de 12h30 et 19h30 à Sydney.
| Date         | Heure | Recevant       | Visiteur       | Score         |
| ------------ | ----- | -------------- | -------------- | ------------- |
| 17 septembre | 11:30 | Cuba           | Afrique du Sud | 16 - 0 (7 m.) |
| 17 septembre | 12:30 | États-Unis     | Japon          | 4 - 2 (13 m.) |
| 17 septembre | 18:30 | Italie         | Corée du Sud   | 2 - 10        |
| 17 septembre | 19:30 | Australie      | Pays-Bas       | 4 - 6         |
| 18 septembre | 11:30 | Cuba           | Italie         | 13 - 5        |
| 18 septembre | 12:30 | Corée du Sud   | Australie      | 3 - 5         |
| 18 septembre | 18:30 | États-Unis     | Afrique du Sud | 11 - 1 (7 m.) |
| 18 septembre | 19:30 | Japon          | Pays-Bas       | 10 - 2        |
| 19 septembre | 11:30 | Afrique du Sud | Italie         | 0 - 13 (7 m.) |
| 19 septembre | 12:30 | Australie      | Japon          | 3 - 7         |
| 19 septembre | 18:30 | Pays-Bas       | États-Unis     | 2 - 6         |
| 19 septembre | 19:30 | Corée du Sud   | Cuba           | 5 - 6         |
| 20 septembre | 11:30 | Italie         | Japon          | 1 - 6         |
| 20 septembre | 12:30 | Pays-Bas       | Cuba           | 4 - 2         |
| 20 septembre | 18:30 | Afrique du Sud | Australie      | 4 - 10        |
| 20 septembre | 19:30 | États-Unis     | Corée du Sud   | 4 - 0         |
| 22 septembre | 11:30 | Corée du Sud   | Pays-Bas       | 2 - 0         |
| 22 septembre | 12:30 | Cuba           | Australie      | 1 - 0         |
| 22 septembre | 18:30 | Afrique du Sud | Japon          | 0 - 8         |
| 22 septembre | 19:30 | États-Unis     | Italie         | 4 - 2         |
| 23 septembre | 11:30 | Pays-Bas       | Afrique du Sud | 2 - 3 (10 m.) |
| 23 septembre | 12:30 | Japon          | Corée du Sud   | 6 - 7 (10 m.) |
| 23 septembre | 18:30 | Australie      | Italie         | 7 - 8 (12 m.) |
| 23 septembre | 19:30 | Cuba           | États-Unis     | 6 - 1         |
| 24 septembre | 11:30 | Italie         | Pays-Bas       | 2 - 3         |
| 24 septembre | 12:30 | Corée du Sud   | Afrique du Sud | 13 - 3 (8 m.) |
| 24 septembre | 18:30 | Japon          | Cuba           | 2 - 6         |
| 24 septembre | 19:30 | Australie      | États-Unis     | 1 - 12 (7 m.) |

### Classement du tour préliminaire
| Pl. | Équipe         | J | V | D | PM | PC | %    |
| --- | -------------- | - | - | - | -- | -- | ---- |
| 1   | Cuba           | 7 | 6 | 1 | 50 | 17 | .857 |
| 2   | États-Unis     | 7 | 6 | 1 | 42 | 14 | .857 |
| 3   | Corée du Sud   | 7 | 4 | 3 | 40 | 26 | .571 |
| 4   | Japon          | 7 | 4 | 3 | 41 | 23 | .571 |
| 5   | Pays-Bas       | 7 | 3 | 4 | 19 | 29 | .429 |
| 6   | Italie         | 7 | 2 | 5 | 33 | 43 | .286 |
| 7   | Australie      | 7 | 2 | 5 | 30 | 41 | .286 |
| 8   | Afrique du Sud | 7 | 1 | 6 | 11 | 73 | .143 |

J : rencontres jouées, V : victoires, D : défaites, PM : points marqués, PC : points concédés, % : pourcentage de victoire.
Les quatre premières équipes (Cuba, États-Unis, Corée du Sud et Japon) sont qualifiées pour les demi-finales. Le score du match entre les équipes à égalité est utilisé pour les départager.
Ainsi, Cuba devance les États-Unis grâce à sa victoire 6-1, et la Corée du Sud devance le Japon avec sa victoire 7-6.

### Demi-finales
La première demi-finale a lieu à Blacktown (13 727 spectateurs), la seconde à Sydney (14 002 spectateurs).
| Date         | Heure | Recevant   | Visiteur     | Score |
| ------------ | ----- | ---------- | ------------ | ----- |
| 26 septembre | 12:30 | Cuba       | Japon        | 3 - 0 |
| 26 septembre | 19:30 | États-Unis | Corée du Sud | 3 - 2 |

### Rencontre pour la médaille de bronze
La finale pour la médaille de bronze s'est jouée à Sydney devant 14 058 spectateurs.
| Date         | Heure | Recevant     | Visiteur | Score |
| ------------ | ----- | ------------ | -------- | ----- |
| 27 septembre | 12:30 | Corée du Sud | Japon    | 3 - 1 |

### Finale
La finale du tournoi s'est disputée à Sydney devant 14 107 spectateurs.
| Date         | Heure | Recevant | Visiteur   | Score |
| ------------ | ----- | -------- | ---------- | ----- |
| 27 septembre | 19:30 | Cuba     | États-Unis | 0 - 4 |